# Rüdiger Stenzel
Rüdiger Stenzel (né le 16 avril 1968 à Gelsenkirchen) est un athlète allemand spécialiste du demi-fond, pour l'essentiel sur le 1 500 mètres.

## Biographie

### Palmarès
| Date | Compétition                    | Lieu      | Résultat | Performance   |
| ---- | ------------------------------ | --------- | -------- | ------------- |
| 1993 | Championnats du monde          | Stuttgart | 10e      | 3 min 38 s 66 |
| 1994 | Championnats d'Europe          | Helsinki  | 7e       | 3 min 38 s 36 |
| 1994 | Coupe du monde des nations     | Londres   | 2e       | 3 min 40 s 04 |
| 1995 | Championnats du monde en salle | Barcelone | 7e       | 3 min 45 s 64 |
| 1997 | Championnats du monde en salle | Paris     | 2e       | 3 min 37 s 24 |
| 1997 | Championnats du monde          | Athènes   | 10e      | 3 min 38 s 82 |
| 1998 | Championnats d'Europe          | Budapest  | 7e       | 3 min 42 s 75 |

### Records
| Épreuve      | Épreuve      | Performance   | Lieu      | Date             |
| ------------ | ------------ | ------------- | --------- | ---------------- |
| 1 500 mètres | En plein air | 3 min 33 s 60 | Cologne   | 24 août 1997     |
| 1 500 mètres | En salle     | 3 min 36 s 09 | Stuttgart | 1er février 1998 |